# 페이타르키아
페이타르키아(Peitharchia)는 그리스 신화에서 순종의 화신이었다.
그녀는 페이타르키아가 소테르의 아내이자 에우프락시아의 어머니인 속담을 인용한 아이스킬로스에 의해 한 번 언급된다.
"네가 신들을 호출할 때, 경솔해 하지 마라. 속담에 따르면--페이타르키아 (복종)는 에우프락시아 (성공)의 어머니, 소테르 (구원)의 아내이다. 그녀는 그렇다, 그러나 제우스 신의 힘은 최고이며, 종종 나쁜 시간에 먹구름이 그의 눈을 통해 절감에도 가혹한 불행 중 무력한 남자를 발생시킨다."